# Sténio
Sténio, właśc. Sténio Nivaldo Matos dos Santos (ur. 6 maja 1988 w Mindelo) – kabowerdeński piłkarz grający na pozycji pomocnika. Od 2019 roku jest zawodnikiem klubu UD Santarém.

## Kariera klubowa
Swoją karierę piłkarską Sténio rozpoczął klubie CS Mindelense. W 2008 roku zadebiutował w jego barwach w Campeonato Nacional. W sezonie 2008/2009 wywalczył z Mindelense mistrzostwo wyspy São Vicente.
W 2010 roku Sténio przeszedł do portugalskiego drugoligowego klubu CD Feirense. W nim swój debiut zaliczył 26 lutego 2011 roku w wygranym 1:0 domowym meczu z CD Trofense. Na koniec sezonu 2010/2011 awansował z Feirense do pierwszej ligi. W sezonie 2011/2012 spadł z Feirense do Segunda Liga. Zawodnikiem Feirense był do 2014 roku.
Następnie występował w zespołach Czerno More Warna, Botew Płowdiw, CSM Politehnica Jassy oraz Dacia Kiszyniów, a w 2018 roku przeszedł do FK Ventspils. W 2019 roku został zawodnikiem drużyny UD Santarém.
| Sezon   | Klub                  | Kraj                          | Rozgrywki           | Mecze | Bramki |
| ------- | --------------------- | ----------------------------- | ------------------- | ----- | ------ |
| 2008/09 | CS Mindelense         | Republika Zielonego Przylądka | Campeonato Nacional | ?     | ?      |
| 2009/10 | CS Mindelense         | Republika Zielonego Przylądka | Campeonato Nacional | ?     | ?      |
| 2010/11 | CD Feirense           | Portugalia                    | Segunda Liga        | 4     | 0      |
| 2011/12 | CD Feirense           | Portugalia                    | Primeira Liga       | 22    | 0      |
| 2012/13 | CD Feirense           | Portugalia                    | Segunda Liga        | 28    | 1      |
| 2013/14 | CD Feirense           | Portugalia                    | Segunda Liga        | 31    | 1      |
| 2014/15 | Czerno More Warna     | Bułgaria                      | A PFG               | 28    | 5      |
| 2015/16 | Czerno More Warna     | Bułgaria                      | A PFG               | 28    | 2      |
| 2016/17 | Botew Płowdiw         | Bułgaria                      | A PFG               | 16    | 1      |
| 2016/17 | CSM Politehnica Jassy | Rumunia                       | Liga I              | 3     | 0      |
| 2017    | Dacia Kiszyniów       | Mołdawia                      | Divizia A           | 11    | 0      |
| 2018    | FK Ventspils          | Łotwa                         | Virslīga            | 11    | 2      |
| 2019/20 | UD Santarém           | Portugalia                    | Segunda Divisão     |       |        |

## Kariera reprezentacyjna
W 2009 roku wraz z reprezentacją do lat 21 zdobył złoty medal podczas rozgrywanych w Portugalii Igrzysk Luzofonii.
W dorosłej reprezentacji Sténio zadebiutował w 2012 roku. W 2013 roku został powołany do kadry na Puchar Narodów Afryki 2013.